# Elidio Espinoza
Elidio Espinoza Quispe (Chepén, 5 de mayo de 1955-La Esperanza, La Libertad, 3 de abril de 2021) fue un político peruano y coronel retirado de la Policía Nacional del Perú. Fue alcalde de la provincia de Trujillo entre 2015 y 2018.

## Primeros años
Elidio Espinoza Quispe nació el 5 de mayo de 1955 en la ciudad de Chepén de la provincia homónima en el departamento de La Libertad del Perú. Durante su infancia fue canillita y vendedor ambulante, egresó del colegio Carlos Gutiérrez Noriega. Viajó a Lima donde se graduó como suboficial de la entonces Guardia Civil y luego ingresó a la Escuela de Oficiales. Durante su carrera policial estuvo a cargo del Escuadrón de Emergencia de Trujillo. Se tituló como abogado registrado en el Colegio de Abogados de La Libertad y luego como Magíster en Investigación y Docencia. Está casado con Regina Prado con la cual tiene tres hijos, Regina Paola, María Claudia y Carlos Elidio.

## Alcalde de Trujillo (2015-2018)
Fundó en 2014 junto a su esposa Regina el partido Movimiento Regional para el Desarrollo con Seguridad y Honradez con el cual inscribió el 4 de julio del mismo año tanto a él a la alcaldía de Trujillo, como a su candidato por el Gobierno Regional de La Libertad al JEE junto a sus seguidores, posteriormente ganaría en elecciones el puesto de alcalde de la Municipalidad Provincial de Trujillo desde el 1 de enero de 2015 hasta el 31 de diciembre de 2018. Durante este periodo se desempeñó también como vicepresidente de la Asociación de Municipalidades del Perú del período 2015 – 2016.

## Controversia

### Caso ‘Escuadrón de la Muerte’
El caso empezó en 2007 donde fue absuelto de la sentencia el 27 de diciembre de 2011 abolido el 20 de abril del 2012, 23 de julio de 2013 derogado el 23 de enero del 2014, 20 de octubre de 2016 anulado el 28 de agosto de 2017. El 16 de septiembre de 2019, la Primera Sala Penal de Apelaciones de la Corte Superior de Justicia de La Libertad condenó a 30 años de cárcel a Elidio y otros siete policías, además al pago de reparación civil de 100 mil soles a los familiares de los afectados del caso ‘Escuadrón de la muerte’ por secuestro agravado, homicidio calificado y abuso de autoridad extrajudicialmente a los presuntos delincuentes Víctor Enríquez Lozano, Carlos Mariños Ávila, Ronald Reyes Saavedra y Marco Quispe Gonzáles en octubre del 2007 en el distrito de El Porvenir, provincia de Trujillo. Ya que no se encontraba junto con los otros policías en la Sala Penal, dos días siguientes en una conferencia de prensa rechazó la sentencia impuesta. No obstante, la condena quedó suspendida hasta el día de su fallecimiento el 4 de abril de 2021 a los 65 años de edad.